# تيم ماتافز
تيم ماتافز (بالإيطالية: Tim Matavž) (مواليد 13 يناير 1989 في شمبتر بري غوريكي) لاعب كرة قدم سلوفيني .

## مسيرته الكروية
لعب تيم ماتافز خلال مسيرته الاحترافية مع 8 أندية في ثمانية عشر موسمًا وسجل خلالها 115 هدف ضمن 326 مباراة. حيث فاز في موسم واحد بالكأس ولم يفز بأي دوري.
خاض تيم ماتافز مسيرته مع نادي غوريتسا في موسم 2006–07 ولمدة موسمين، مشاركًا في 30 مباراة سجل خلالها 11 هدفًا. ثم انتقل إلى نادي غرونينغن في موسم 2007–08 ليلعب معه خمسة مواسم، حيث شارك في 88 مباراة سجل خلالها 35 هدفًا. لينتقل بعدها إلى نادي آيندهوفن في موسم 2011–12 واستمر معه طيلة ثلاثة مواسم، مشاركًا في 70 مباراة سجل خلالها 24 هدفًا. ثم انتقل إلى نادي آوغسبورغ في موسم 2014–15 ولمدة موسمين، مشاركًا في 27 مباراة سجل خلالها 3 أهداف. هذا وانتقل لاحقًا إلى نادي جنوى في موسم 2015–16 لمدة موسم واحد، مشاركًا في 7 مباريات ولم يسجل أي هدف. ثم انتقل بعدها إلى نادي نورنبرغ في موسم 2016–17 لمدة موسم واحد، مشاركًا في 20 مباراة سجل خلالها 5 أهداف. ليعود وينتقل من جديد، لكن هذه المرة إلى نادي فيتيسه آرنهم في موسم 2017–18 واستمر معه طيلة ثلاثة مواسم، مشاركًا في 69 مباراة سجل خلالها 32 هدفًا.

## روابط خارجية
- تيم ماتافز على موقع الاتحاد الدولي (مؤرشف)  (الإنجليزية)
- تيم ماتافز على موقع الاتحاد الأوربي (الإنجليزية)
- تيم ماتافز على موقع قاعدة بيانات كرة القدم.إي يو (الإنجليزية)
- تيم ماتافز على موقع بيانات كرة القدم. دي إي (الألمانية)
- تيم ماتافز على موقع ناشيونال فوتبول تيمز (الإنجليزية)
- تيم ماتافز على موقع Soccerway.com (الإنجليزية)
- تيم ماتافز على موقع عالم كرة القدم.نت (الإنجليزية)
- تيم ماتافز على موقع كووورة
- تيم ماتافز على موقع AS.com (الإسبانية)